# Organización sin ánimo de lucro

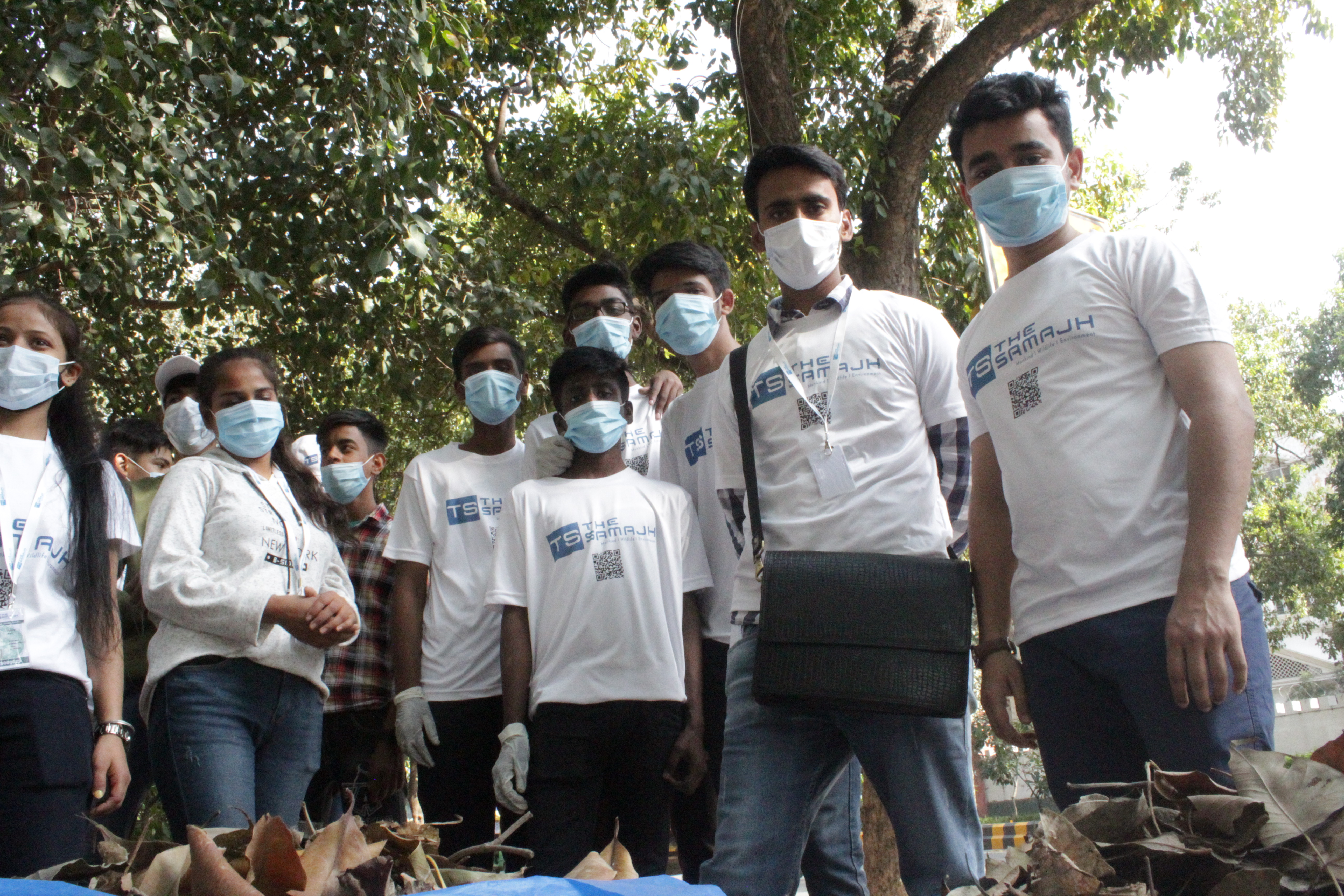
Personas en una organización sin fines de lucro.

Una organización sin ánimo de lucro (OSAL), también llamada entidad sin ánimo de lucro (ESAL), es una entidad cuyo fin no es la persecución de un beneficio económico sino que principalmente persigue una finalidad social, altruista, humanitaria, artística o comunitaria. Este tipo de instituciones por lo general se financian gracias a ayudas y donaciones derivada de personas físicas, empresas, e instituciones y organizaciones de todo tipo, y en algunos casos (aunque no en todos) también se reciben ayudas estatales puntuales o regulares (en forma de subsidios, usufructo de fincas, exoneraciones fiscales o aduaneras, etc).
Desde el punto de vista jurídico lo más frecuente es que se organicen como una asociación, aunque también las hay que operan como fundación, mutualidad, o cooperativa (las cooperativas pueden tener o carecer de ánimo de lucro). Por lo general, el excedente económico de la actividad de este tipo de instituciones, si lo hay, se reinvierte en su totalidad en obra social o en el desarrollo de la propia institución, o eventualmente queda (en todo o en parte) como reserva para el siguiente ejercicio.

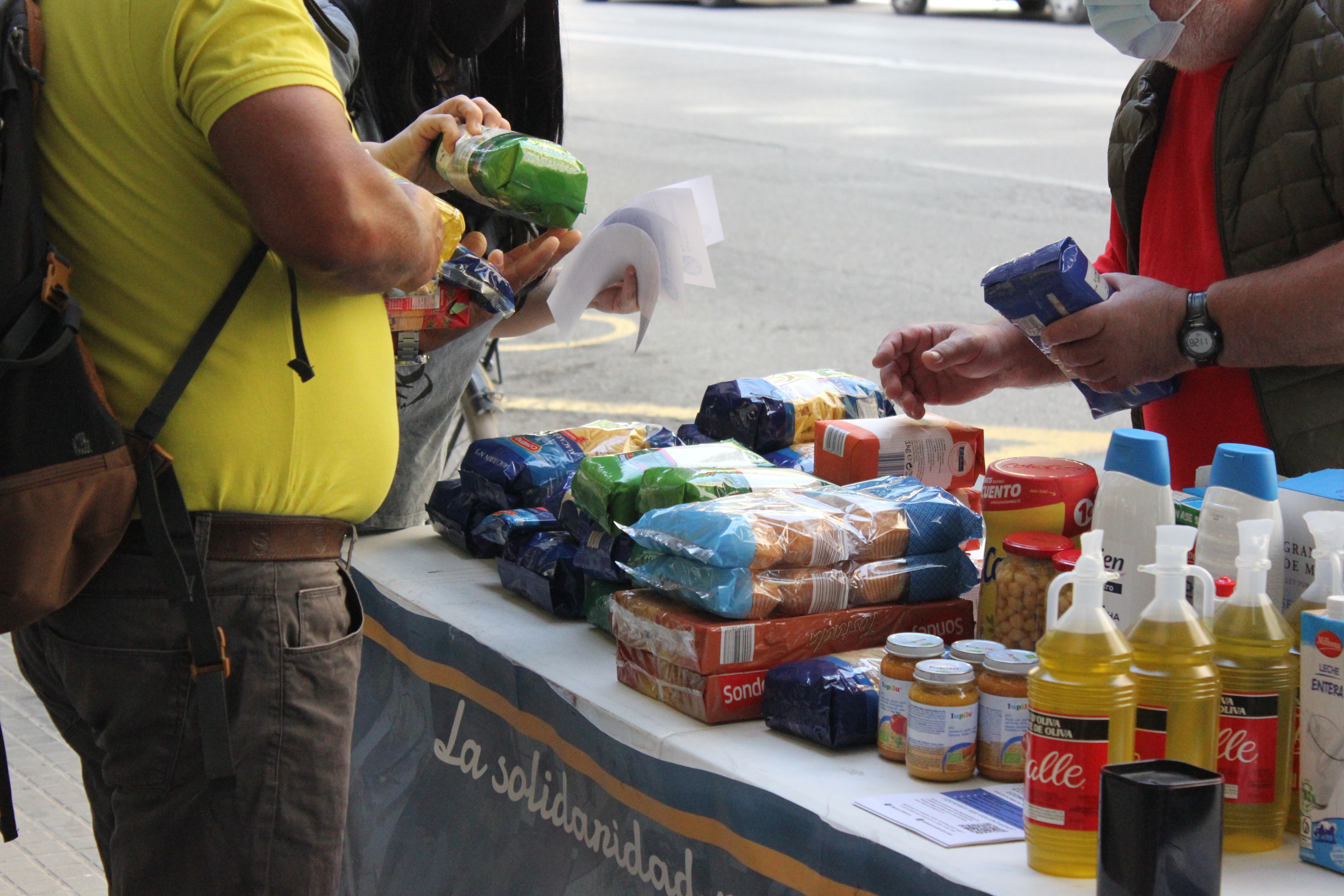
Personas ayudando a otros con comida y sin la intención de recibir nada a cambio.

Las entidades sin ánimo o fines de lucro, suelen ser organizaciones no gubernamentales (ONG), particularmente cuando su ámbito de actuación excede las fronteras de un determinado país.
Este tipo de organizaciones básicamente trabaja para el progreso, desarrollo o bien común de la sociedad, con enfoque en ciertos colectivos o personas con necesidades especiales o generalmente en situación vulnerable, como pueden ser las infancias, las personas mayores, los grupos delincuenciales o problemáticos, la juventud sin acceso a la educación o al trabajo, pueblos indígenas, minorías sexuales, o la orientación se dirige a cubrir otros aspectos de la sociedad en que se puedan llegar a tener efectos positivos de algún tipo (por ejemplo ecología y ambiente, especies en peligro de extinción, adelantos de la ciencia, mejoramiento de la educación, etc). La conformación organizacional de una fundación puede llegar a ser muy similar a la de una empresa comercial, y aunque puede llegar a ser administrada por personas asalariadas, en muchos casos existen programas de voluntariado para apoyar los fines sociales con tiempo o dinero. En líneas generales y de una u otra forma, el voluntariado suele estar asociado con este tipo de instituciones que no persiguen lucro.
En resumen, una asociación de tipo no lucrativo es un agrupamiento de al menos dos o tres personas, que deciden poner recursos económicos y materiales en común, con el fin de ejercer una actividad cuyo objetivo principal no es el enriquecimiento personal. El carácter desinteresado de la actividad, impide la distribución de beneficios a los asociados, ni aún en caso de disolución, aunque no implica obligatoriamente que la actividad sea no comercial, o que la misma tenga que ser deficitaria. El objeto de la asociación bien puede ser comercial (como por ejemplo, distribución de productos al minoreo, distribución de productos surgidos de un comercio justo, etc; por otra parte, los beneficios que se obtengan pueden ser reinvertidos en la propia actividad a efectos de mejor desarrollarla).
La diferencia entre una asociación de tipo no lucrativo y una organización de tipo no lucrativo es mínima o nula, aunque a veces, ellas se distinguen por ser la primera un agrupamiento de personas, y a segunda un agrupamiento de instituciones.

## Definición
Una asociación de tipo no lucrativo es una sociedad de personas de derecho privado, cuyo objeto social en ningún caso puede ser lucrativo.
Por sociedad de personas, debe entenderse que la afiliación a la institución por parte de las personas debe ser totalmente voluntaria, fundada sobre el intuitu personae, o sea que la afiliación no puede ser obligatoria, ni ser resultado de una situación de hecho.
Por actividad no lucrativa, debe entenderse que eventualmente podrá solicitarse un pago a compradores si lo que se les entrega a cambio son bienes o servicios, pero el precio cobrado por los mismos debe corresponderse aproximadamente con la cuantía de gastos asumidos por la asociación para obtener o generar esos bienes y servicios, así como para cubrir un prorrateo de otros gastos, como ser almacenaje, transporte, energía consumida, reparación de locales, etc. En definitiva, las actividades de la institución no deberían generar ni beneficios ni pérdidas en sumas importantes, y si beneficios hubiere, los mismos no deberán ser distribuidos a sus miembros sino reinvertidos en la propia institución o destinados a obras sociales comunitarias.
Las asociaciones constituyen parte, junto con las cooperativas y las mutuales, de formas societarias de economía social, que lo que tienen de común entre sí, es participar en la vida económica sin necesariamente ir a la búsqueda de un beneficio económico directo para sus miembros o socios. Estas instituciones sobre todo deben respetar ciertas formalidades legales, entre ellas, definir y aprobar un estatuto que luego será publicado e inscripto en un registro civil.
La libertad de asociación es un derecho fundamental, reconocido por el artículo 20 de la Declaración Universal de los Derechos Humanos de 1948.

## Asociaciones particulares
Cuando la asociación tiene una actividad internacional u opera en un ámbito internacional, por lo general en este caso se habla de organización no gubernamental internacional (ONGI).
Sin llegar a ser lucrativas en el sentido ya expresado, las asociaciones perfectamente pueden desarrollar actividades variadas, tales como por ejemplo, promoción y práctica de una actividad (deportiva, manual, cultural, teatral, musical,...), defensa y apoyo a cierta categoría de personas (estudiantes, discapacitados, víctimas de violencia, enfermos, consumidores, personas o familias de bajos recursos,...), acción social y humanitaria (ayudas domiciliarias, cuidados a enfermos, alimentación, socorrismo, cuidado de niños,...), agrupamientos profesionales, animación social (de grupos de niños o de ancianos, de un barrio, de una ciudad), etc.

## Asociaciones en diferentes países

### Argelia
Argelia cuenta con alrededor de una centena de asociaciones sin fines de lucro, y entre ellas Ness El Khir, un grupo de acción social y protección del ambiente, y varias asociaciones de ayuda a niños enfermos, como ser la Association Besma pour les enfants malades Constantine-Algérie, el Centre des enfants abandonnés d’El-Biar, AIDA - Association internationale de la diaspora algérienne, Association algérienne de la propriété intellectuelle, Association tayssir-Algérie pour la polygamie, Forum national pour l'entrepreneuriat et la compétitivité (FNEC), etc.
En Argelia, la regulación de las asociaciones se hace a través de la ley n.° 90-31 del 4 de diciembre de 1990.

### Bélgica
En Bélgica, sobre todo se habla de association sans but lucratif (ASBL) y de association internationale sans but lucratif (AISBL).
En este país, estas instituciones se regulan a través de la Loi sur les associations sans but lucratif, les associations internationales sans but lucratif et les fondations (Ley sobre las asociaciones sin fin lucrativo, las asociaciones internacionales sin fin lucrativo, y las fundaciones).

### Canadá (Quebec)
En Quebec, el término association tiene el mismo sentido que en Francia, y por tanto, en el mismo pueden distinguirse dos acepciones.
En sentido común y general, association designa toda entidad formada por un grupo de personas unidas a través de un determinado objetivo.
Pero en su acepción jurídica, association engloba precisamente dos formas de agrupamiento sin objetivos lucrativos, y por oposición al concepto de société:
1. Agrupamiento que resulta de un contrato de asociación,[19] el cual corresponde en Francia a la association non déclarée.
2. Agrupamiento que se materializa en una persona moral, y que es regido y reglamentado por la parte III de la 'Loi sur les compagnies'[20] o por un régimen análogo a ese, el cual corresponde en Francia a la association prevista y definida por la ley de 1901.

Ya que una association es, por definición y reglamentaciones, sin fin lucrativo, deben evitarse las expresiones association à but lucratif («asociación con fines de lucro») y association sans but lucratif («asociación sin fines de lucro»), la primera por improcedente, y la segunda por redundante. El sentido de ausencia de lucro es claro, y significa que los miembros, socios, o asociados, no buscan realizar en el marco de sus actividades en la asociación, beneficio pecuniario personal alguno ni inmediato ni a largo plazo.
Para precisar que una asociación está dotada de personalidad moral o jurídica, en francés basta con utilizar el adjetivo personnalisé, lo que da entonces la expresión association personnalisée. En francés, las expresiones corporation à but non lucratif y corporation sans but lucratif han caído en desuso. En español, se usan las expresiones asociación de hecho, asociación de derecho, asociación con personería jurídica y asociación con personería jurídica en trámite, como correspondiente a los conceptos que vienen de citarse.
Por comparación y extensión, las expresiones en francés groupements à but non lucratif y groupements sans but lucratif son una ampliación de los conceptos referidos recién en esta sección, y que particularmente también engloban a las cooperativas y a las instituciones religiosas. A veces, para englobar (en Quebec y en otros países) tanto asociaciones como cooperativas y como instituciones religiosas, en francés también se usan las expresiones organisations à but non lucratif y organismes à but non lucratif, aunque en lo estricto, estos conceptos también engloban otras clases de agrupaciones antes no citadas, como por ejemplo los municipios y alcaldías, los hospitales, las agrupaciones escolares, las universidades, los CEGEPs o Collèges d'Enseignement Général et Professionnel, los CLSC (Centre Local de Services Communautaires), etc. Para únicamente cubrir todos los agrupamientos de este tipo dotados de personalidad moral, una mejor y más adecuada expresión (en francés) sería la siguiente: personnes morales sans but lucratif.
La legislación fiscal quebecuense, que generalmente es calcada de la legislación canadiense general, utiliza diferentes expresiones según el tipo de organismo a cubrir. Esta legislación contempla que las asociaciones quedarán exoneradas de impuestos, a condición obviamente que los miembros nunca se repartan ningún tipo de beneficio o activo asociativo.

### Costa de Marfil
En Costa de Marfil rige la ley de 1960 sobre las asociaciones.

### España
El derecho civil español contempla varios tipos de entidades sin ánimo de lucro, cada cual ha de ser inscrita en el registro correspondiente.
- Las asociaciones deben inscribirse en el Registro de Asociaciones [28] y su creación está regulada por la Ley Orgánica 1/2002.
- Las fundaciones, en cambio, se deben inscribir en el Registro de Fundaciones, de acuerdo con la Ley de Fundaciones 50/2002 del 26 de diciembre de 2002, según el derecho de fundación reconocido en el artículo 34 de la Constitución Española,[29][30] y cumpliendo las normativas vigentes; un listado de este tipo de instituciones puede ser consultado en la siguiente referencia:.[31]

El no tener ánimo de lucro se refiere a que los socios no se asocian para lucrarse pero no significa que la asociación no pueda ganar dinero, emplear a asalariados o tener beneficios, pero ese beneficio no podrá ser distribuido entre los socios.

### Estados Unidos
En Estados Unidos existen 1,14 millones de asociaciones sin fines de lucro y este sector no comercial representa el 8,5 % del PIB (contra por ejemplo 4,2 % en Francia). Estas instituciones emplean 9,3 % de la población activa, lo que constituye un récord mundial. Los estadounidenses dan cada año 250.000 millones de dólares a estas instituciones con objetivos no lucrativos, y estas donaciones están exoneradas de impuestos. Del monto citado, aproximadamente un 36 % se destina a las diferentes Iglesias, un 13 % va a la educación, un 8,6 % a la salud, y un 5,4 % a la cultura (o sea, este último porcentaje representa unos 13 000 millones de dólares anuales). Los cine-arte y las productoras de filmes experimentales, las fundaciones culturales, el ballet y sus cuerpos de baile, las casas editoriales (especialmente las universitarias), son algunos ejemplos de asociaciones no lucrativas en el dominio de la cultura, que año a año son apoyadas por los estadounidenses.
Desde 1917, las asociaciones a título no lucrativo están regidas en Estados Unidos por el ítem 501c3 del código de impuestos americano. Y entre ellas, 909 000 asociaciones están reconocidas de utilidad pública (public charity), así que en estos casos, las donaciones que les son dirigidas son todas ellas deducibles de impuestos.
Las asociaciones sin fines lucrativos están generalmente dirigidas benévolamente por un 'Consejo de Administración' (Board of Trustees), y sus miembros frecuentemente son ellos mismos donantes. Los citados administradores poseen extendidos poderes de dirección, y con frecuencia definen las misiones de la asociación y sus características, de acuerdo a su leal saber y entender. Entre otras cosas, algunos de ellos son los encargados de fijar el monto de los fondos para cada programa, y de procurarlos si ello fuera necesario.
El endowment (dotación o dotación financiera en español) forma parte de las fuentes de financiamiento de las asociaciones; se trata de fondos generalmente invertidos en papeles bursátiles o en propiedades administradas, y de los cuales por lo general cada año solamente se permiten gastar intereses y dividendos (working capital).

### Francia
En Francia, se habla de la association relevant de la loi du 1er juillet 1901 et du décret du 16 août 1901, o de una manera más simple y corta, association loi de 1901. Esta ley fue discutida y aprobada durante el gobierno de Waldeck-Rousseau.
Las asociaciones que tengan su sede en los departamentos de Alsace y de Moselle, llamadas association loi de 1908, están regidas por el derecho local (véase Derecho local en Alsacia y en Mosela), aunque se debe establecer explícitamente la finalidad no lucrativa en los propios estatutos, para que esas instituciones puedan considerarse como tales.
A veces, se habla también de entreprise associative, para designar a las asociaciones que también tienen un giro comercial.

### México
En México entre las asociaciones y fundaciones con más relevancia, pueden mencionarse los siguientes:
- Asociación de Scouts de México A.C. (A.S.M.A.C.)
- Fundación Síndrome Down de Nuevo León, A.C.
- Fundación Altruista Alejandro Araujo ,A.C.
- Ciegos Fundación Roma, A.C.
- Asociación Mexicana de Fibrosis Quística, A.C.
- Nuestros Pequeños Hermanos, A.C.
- Compromiso y Responsabilidad Educativa ABP

Cuando una 'institución sin fines de lucro' inicia (en México y también en muchos otros países), la misma funciona gracias al voluntariado realizado por la sociedad, y gracias a la cuota social pagada por sus propios miembros.

### Suiza
En Suiza sobre todo se habla de association sans but économique. Estas asociaciones están regidas por los artículos 60 a 79 del Código Civil suizo.

### Uruguay
En Uruguay, entre las asociaciones y fundaciones más conocidas o con más relevancia, puede mencionarse a las siguientes:
- Fundación Peluffo Giguens, sitio oficial:,[40] referencias:[41][42]
- Biblioteca Nuestros Hijos, sitio oficial:,[43] referencias:[44][45][46]
- Wikimedia Uruguay, sitio oficial:,[47] referencias:[48][49][50][51]
- Fundación Logosófica del Uruguay, sitio oficial:,[52] referencias:[53]

En muchos casos y especialmente cuando una 'institución sin fines de lucro' recién se inicia (en Uruguay y también en muchos otros países), la misma funciona gracias al voluntariado realizado por su masa social, y gracias a la cuota social pagada por sus propios miembros.